# NEN

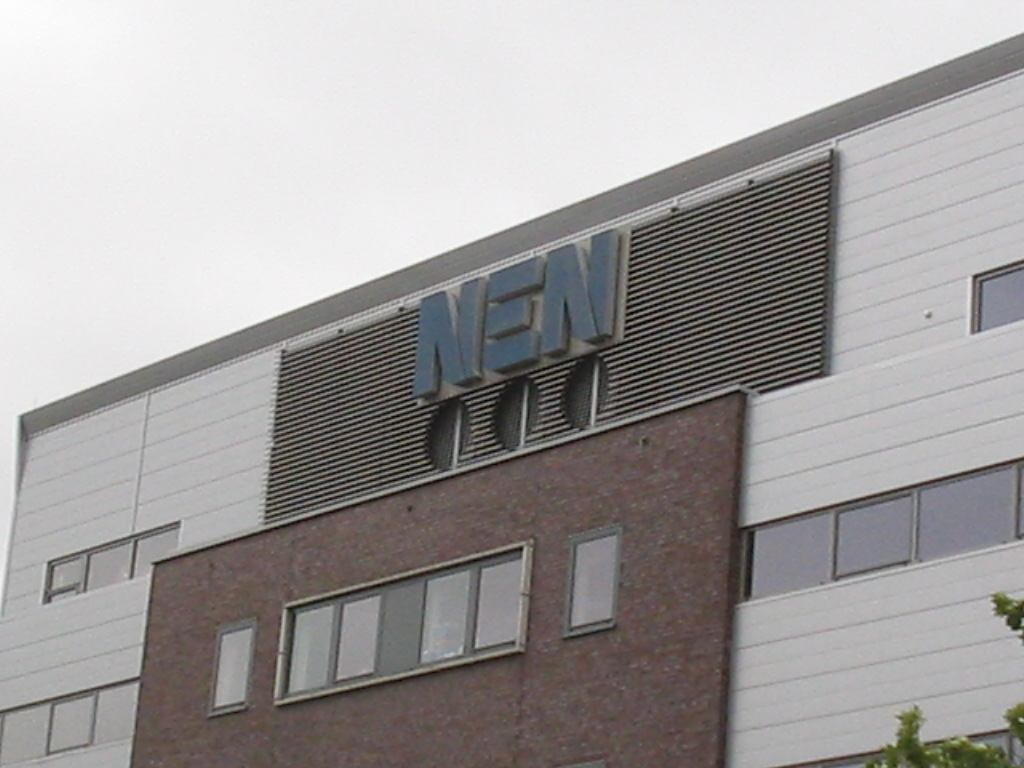
NEN-Normungsinstitut in Delft

NEN ist die Abkürzung von NEderlandse Norm (Niederländische Norm) und seit 8. Mai 2000 gleichzeitig der neue Name des kooperativen Verbandes der Stiftung Koninklijk Nederlandse Normalisatie Instituut (Niederländisches Normungsinstitut) und der Stichting Koninklijk Nederlands Elektrotechnisch Comité (Stiftung NEC, spezialisiert auf die Normierung im Bereich der Elektrotechnik und der Informations- und Kommunikationstechnologie). Beide Organisationen haben jeweils einen eigenen Vorstand, doch sie arbeiten an einem gemeinsamen Standort in Delft.
NEN verwaltet und publiziert die für die Niederlande geltenden Normen auf sehr unterschiedlichen Gebieten, von Gebrauchsgegenständen bis zum Datenschutz. Es gibt an die 2000 spezifisch niederländische Normen, jedoch gelten noch weit mehr europäische und internationale Normen.
Über NEN sind unter anderem folgende Dokumente erhältlich:
- alle nationalen niederländische Normen (NEN, NPR, NTA, HKZ)
- alle niederländischen Fassungen europäischer und internationaler Normen (NEN-EN, NEN-EN-ISO, NEN-ISO, NEN-EN-IEC und NEN-IEC)
- alle internationalen Normen (von ISO und IEC)
- NEN-Anwendungsleitfäden („Praktijkgidsen“)

Normen, auf die niederländische Gesetze verpflichtend Bezug nehmen, sind bei NEN kostenlos verfügbar. Da NEN weiterhin das Urheberrecht an diesen Normen hat, zahlen die entsprechenden Ministerien eine jährliche Entschädigung an NEN.

## Rechtsstreit
Im Jahr 2006 reichte Knooble, ein Webportal des zentralen Bauaufsichtsamts, Klage gegen die NEN ein. Knooble war der Meinung, dass in Gesetzen nicht auf NEN-Normen verwiesen werden darf, solange NEN-Normen nur gegen Gebühren erhältlich sind. Laut Knooble steht im Grundgesetz, dass Vorschriften in den Niederlanden kostenlos zur Verfügung gestellt werden müssen. Am 31. Dezember 2008 gab das Zivilgericht Den Haag dem Kläger Recht und stellte fest, dass die Klauseln des Bauerlasses von 2003  nicht verbindlich sind, soweit sie auf NEN-Normen verweisen, die nicht nach den Vorgaben des Bekanntmachungsgesetzes veröffentlicht wurden.